# 球鯨屬
球鯨屬，又稱球喙鯨屬，是已滅絕的喙鯨，生存於中新世時期的葡萄牙與西班牙。
球鯨屬的正模標本為收藏於葡萄牙洛里尼昂博物館的顱骨化石。球鯨屬最顯著的特徵在於其於吻突上具有一個巨大呈球狀的骨質突出。